# Wolfe Tones
De Wolfe Tones is een rebelse Ierse muziekgroep, diepgeworteld in de Ierse traditionele muziek. Ze noemden zichzelf naar de Ierse rebel en patriot Theobald Wolfe Tone, een van de leiders van de opstand van 1798.

## Ontstaan
De Wolfe Tones begonnen in de vroege jaren 60 van de 20e eeuw, en zijn tot op heden actief. Oorspronkelijk bestonden ze uit de broers Derek en Brian Warfield, en hun vrienden Noel Nagle, en Tommy Byrne kwam er later bij.
Hun onverschrokken Iers-republikeinse houding bracht hun soms in opspraak; hun muziek was verboden in Ierland eind jaren 60. Meer recentelijk werd hun muziek verbannen van de Aer Lingus-vluchten, nadat de Ulster Unionistische politicus Roy Beggs jr. hun liedjes vergeleek met toespraken van Osama bin Laden.
De Wolfe Tones gingen vaak op tournee, gewoonlijk optredend in kleine zaaltjes. In 2004 was echter hun laatste tournee op de oude voet. Daarna treden ze slechts op enkele plaatsen op, die op hun website vermeld worden.

## Teksten
Het meest voorkomende thema is natuurlijk het Ierse verzet tegen Engeland, meestal gaat het hierbij om het terugwinnen van het bezette Noord-Ierland.

## Discografie
Albums
- 1965 The Foggy Dew
- 1966 Up The Rebels!
- 1967 The Teddy Bear's Head (ep)
- 1968 The Rights of Man
- 1969 Rifles of the I.R.A.
- 1971 The Teddy Bear's Head (verzamelalbum)
- 1972 Let the People Sing
- 1974 'Till Ireland a Nation
- 1976 Across the Broad Atlantic
- 1976 Irish to the Core
- 1978 Belt of the Celts
- 1980 As Gaeilge
- 1980 Live Alive-Oh (livealbum)
- 1981 Spirit of the Nation
- 1983 A Sense of Freedom
- 1984 20 Golden Irish Ballads (verzamelalbum)
- 1985 Profile
- 1985 Wolfe Tones
- 1986 Greatest Hits (verzamelalbum)
- 1987 Sing Out for Ireland
- 1988 I Love the Wolfe Tones (ep)
- 1988 Christmas with the Wolfe Tones (ep)
- 1989 25th Anniversary (verzamelalbum)
- 2000 Millennium Celebration (verzamelalbum)
- 2001 You'll Never Beat the Irish
- 2002 The Very Best of the Wolfe Tones Live (livealbum)
- 2003 Rebels & Heroes (verzamelalbum)
- 2004 The Troubles (verzamelalbum)
- 2004 40th Anniversary Live (livealbum)
- 2006 Celtic Symphony (verzamelalbum)
- 2006 1916: The Easter Rising (verzamelalbum)
- 2006 The Platinum Collection (3 cd's)
- 2008 The Anthology of Irish Song (verzamelalbum)
- 2012 Child of Destiny
- 2014 The Wolfe Tones 50th Anniversary Live (3 dvd's en 6 cd's)
- 2016 Into the Light - The 1916 Commemoration Concert Live (2 dvd's en 2 cd's)